# Abila (Perea)

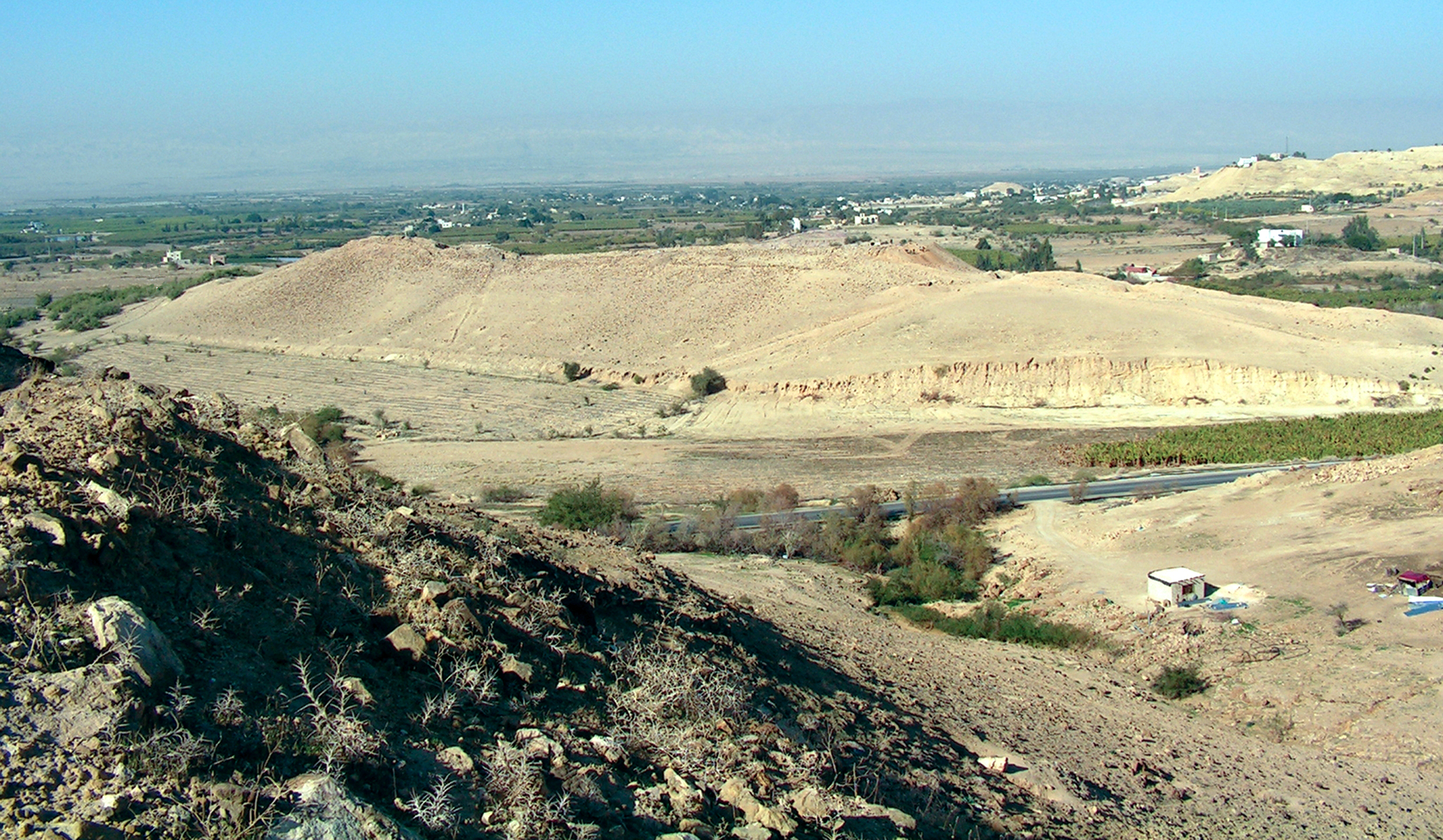
Tall el-Hammam, yacimiento que la mayoría de los eruditos identifican como Abel-Shittim.

Abila (Perea) (en árabe: ابيلا) fue una antigua ciudad al este del río Jordán en las Llanuras de Moab, más tarde Perea, cerca de Livias, a unos doce km al noreste de la orilla norte del mar Muerto. El yacimiento se identifica con la moderna Khirbet el-Kafrayn, Jordania, y se identifica en el Mapa de Madaba como un icono sin nombre. Existe una teoría ampliamente respaldada de que en la Biblia hebrea se hace referencia a ella como Abel-Shittim, así como en las formas más cortas Shittim y Ha-Shittim.

## Abel-Shittim bíblico
Abel-Shittim, Hebreo que significa «Pradera de las Acacias», sólo se encuentra en el Libro de los Números (Num 33: 49); pero Ha-Shittim (que en hebreo significa «Las Acacias»), evidentemente el mismo lugar, se menciona en Números, Josué, y Miqueas (Números 25:1, Josué 2:1, 3:1 {{{2}}}, Micah 6:5). Fue la cuadragésimosegundo y último campamento de los israelitas, asociada con el infame Baal-peor con los madianitas (Números 25:1-14). También fue el último cuartel general de Josué antes de cruzar el Jordán (Josué 2:1).
El lugar se translitera como Shittim en la Versión Estándar Inglesa, Biblia de Ginebra, Biblia de Jerusalén, Versión King James, Nueva Versión Internacional y Nueva Versión Estándar Revisada. La Biblia Judía Completa y la Biblia Judía Ortodoxa se traducen ambas como Sheetim. La Good News Translation tiene Acacia Valley y la New King James Version tiene Acacia Grove.
El lugar se menciona como a-bi-il-šiṭ-ṭi junto con Galaad y se describe como «la frontera de la tierra Bīt». Ḫumria (Israel)» en los anales reales de Tiglath-Pileser III..

### Identificación
Abel-Shittim se identifica con la zona en torno a Tall el-Hammam, en la Edad del Bronce Tardío.

## Abila de Josefo (sigloId.C.)

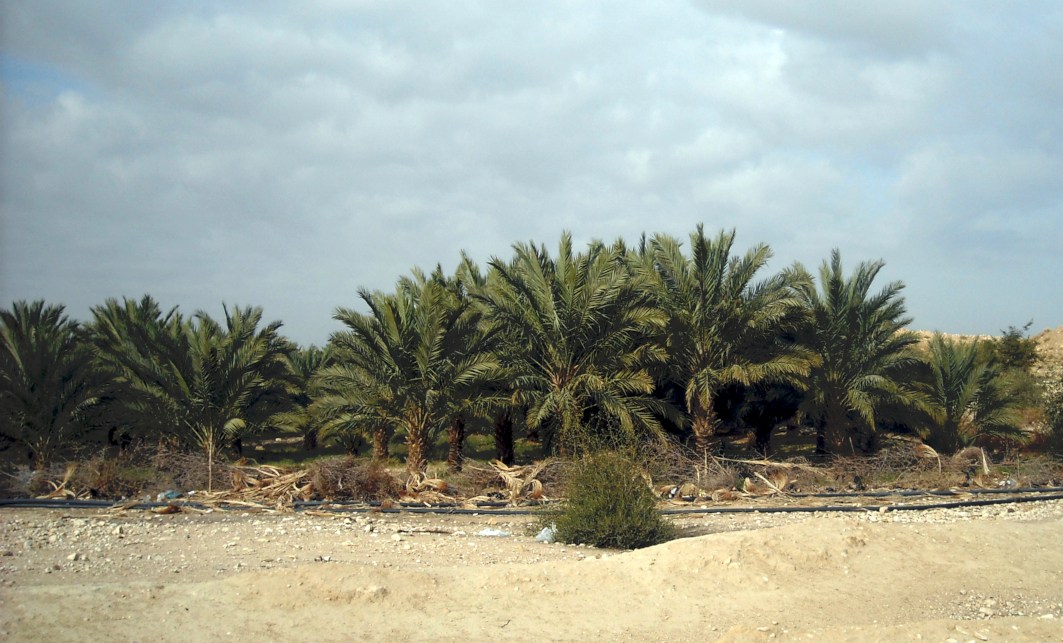
Palmeras datileras en el extremo suroeste de Tall el-Hammam, Jordania

Josefo afirmó que había en su época una ciudad, Abila, «llena de palmeras», a una distancia de sesenta estadios (9 kilómetros (6 mi)) del Jordán, y lo describió como el lugar donde Moisés pronunció las exhortaciones de Deuteronomio.En 1906 todavía había un bosquecillo de acacias no lejos del lugar, aunque no se encontraban palmeras como las mencionadas por Josefo.
Plinio comentó cómo los dátiles de Livias eran de gran calidad tanto jugosos como dulces. Teodosio también alabó los dátiles de Livias afirmando «tiene allí unos grandes dátiles de Nicolás» (ibi habet dactalum Nicolaum maiorem). El Mapa de Madaba también muestra las palmeras datileras que aún crecían en la zona de Livias-Betharamtha en el siglo VI d. C..
Durante la primera guerra judeo-romana, Abila fue capturada por el Ejército Imperial Romano, y fue utilizada por ellos para reasentar a los desertores que se habían unido a las filas romanas.

### Identificación
El yacimiento arqueológico de Tell el-Hammam, cerca de Abila, es identificado por algunos estudiosos como Livias. Las palmeras datileras aún crecen en el borde de Tell el-Hammam.